# 페르디난드 마젤란
마젤란(영어: Ferdinand Magellan 퍼디낸드 머젤런[*], 포르투갈어: Fernão de Magalhães 페르낭 드 마갈량이스[*], 스페인어: Fernando 또는 Hernando de Magallanes 페르난도/에르난도 데 마가야네스[*], 1480년 봄 ~ 1521년 4월 27일)은 최초로 세계일주에 성공한 포르투갈 태생의 탐험가로 인정받고 있다. 포르투갈에서 태어났으나 스페인으로 귀화하였다. 당시 유럽은 1492년에 신대륙이 발견되고, 1498년에 새로운 동방무역항로가 포르투갈에 의해 개척되면서 대항해시대가 열렸다.
서회항로 개척을 위한 세계일주 탐험은 스페인 왕 카를로스 2세의 지원 하에 추진되었다. 1519년 9월 20일에 5척이 스페인을 출발했는데, 한척이 탐험 중 침몰하였고 또 다른 한 척은 무단 이탈하는 바람에 3척을 이끌고 마젤란 해협을 통과한후 태평양을 횡단하였다. 최종적으로는 빅토리아호 1척만이 1522년 9월 6일에 스페인 산루카 항에 도착하였다. 출발할 때 승선인원은 270명 이었으나 18명(인디오 3명을 포함해 21명)만 생존하여 귀국하였다. 정작 마젤란은 1521년 4월에 필리핀 막탄섬에서 사망하여 조국에 돌아오지는 못했다.

## 어린 시절
포르투갈의 하급 귀족 가문에서 태어났다. 귀족 가문 출신이라는 것만큼은 분명하지만 그외 자세한 기록이나 자료가 없어 출생지를 비롯한 출생과 성장기에 대해 알려진 바가 별로없다. 십대초반에 왕궁에 들어가 시동생활을 하였다. 그러다가 포르투갈령 인도 총독으로 임명된 프란시스쿠 드 알메이다가 1,500 명의 병력과 22대의 함선을 이끌고 인도로 가기위해 1505년 3월 25일에 리스본을 출발하였는데, 이때 25살의 마젤란도 평범한 사병의 자격으로 합류하여 배에 승선했다.
총독 알메이다의 목적은 인도양의 해상무역을 장악하기 위함이었다. 11월에 인도에 도착한후 알메이다가 이끄는 포르투칼 해군의 일원으로 인도양에서 복무 하였다. 1509년에 벌어진 디우해전에 참전하는등 여러 전투에 참전하였다. 이후 디오구 로페스 데 세퀘이라 함대의 일원이 되어 말레이 반도 남단에 말라카를 방문하였다. 1511년에는 알부케르크가 이끄는 말라카 정복전에 참가하여 전략적 요충지이자 교통의 요충지인 말라카 점령에 일조하였다. 1513년 모로코 파병중 전투에서 부상을 입고 제대하였다.

## 서회항로 개척

마젤란의 항해 경로 (1519년 9월 20일 ~ 1522년 9월 6일)

### 출항
1517년 10월, 스페인 세비야로 건너가 서회항로 탐험 계획을 실현하기 위해 노력을 시작하였다. 1518년 3월 22일에 스페인 국왕 카를로스 1세(황제 카를 5세)의 허락을 얻은후 왕실과 계약을 체결했다. 탐험 준비를 하는 동안에 포르투갈의 방해와 외국인 탐험대장에 대한 선원들의 불만, 비협조 등 많은 어려움이 있었으나 모두 해결해나가며 약 1년 5개월에 걸쳐 탐험준비 작업을 진행하였다. 1519년 8월 10일, 5척의 배와 265명으로 구성된 탐험대를 이끌고 에스파냐의 세비야를 출발하여 산루카 항으로 이동했다. 최종 점검을 마친 탐험대는 9월 20일에 서회항로 개척을 위해 산루카 항을 출발하여 대서양으로 향했다. 목표는 남미대륙의 남단에서 통로를 개척한후 동남아시아에 있는 몰루카 제도로 가서 향신료를 싣고 희망봉을 돌아 귀국하는 것이었다.

### 선상 반란
행선지를 감춘채 대서양을 남하하여 그 해 말경에 남아메리카의 리우데자네이루에 도착하였으며, 1520년 1월에는 라플라타강 하루에 이르러 그곳에서 겨울을 지냈다. 4월 2일에 스페인 출신 선장들 (카르타헤나, 멘도사, 케사다, 엘카노, 코카)이 반란을 일으켰다. 선상반란은 성공하는 듯 보였으나 이튿날 마젤란이 기습공격을 통해 빅토리아호의 선장 멘도사를 먼저 잡아죽인후 모든 반란을 진압하는데 성공했다. 반란 주동자들에 대해서는 해상법과 전쟁법규에 따라 재판을 거친후 단호하게 처벌하였다. 케사다에게 사형을 선고되었고 즉시 집행되었다. 카르타헤나와 카톨릭 신부는 유배형을 선고한 뒤 추방하여 산홀리안 해변가에 내려놓았다. 그러나 엘카노는 용서하였다.

### 마젤란 해협
선발 탐사차 산티아고호 만을 먼저 보내 항로탐사를 하던중 1520년 5월 22일에 난파되어 침몰하고 말았다. 8월 24일에 나머지 4척의 배가 산홀리항을 떠나 남쪽으로 내려갔다. 10월 21일에 마젤란 해협 입구에 도달하였다. 조심스럽게 먼저 탐사팀을 보내 해협을 탐사하고 항해로를 찾는 작업을 진행하며 해협을 항해하는 신중한 과정을 되풀이 하였다. 그런데 11월 8일에 탐사를 보낸 산 안토니오 호가 선단을 이탈하여 도망쳐버렸다. 이들은 스페인으로 돌아가 버렸는데, 이 당시 마젤란은 이런 사실을 모른채 산 안토니오호가 난파되어 침몰한 것으로 판단하고 나머지 선박 3척을 이끌고 항해를 지속했다. 여러 고생 끝에 11월 28일에 마젤란 해협을 통과한후 반대쪽 바다에 이르렀다. 너무 험난하게 해협을 건넌 직후에 마주한 잔잔한 바다에 감격하여 태평양이라 이름지었다. 그리고 그가 지나온 해협은 후에 마젤란해협으로 명명하였다.

### 태평양 횡단
마젤란은 다시 동쪽으로 배를 돌려도 되었지만, 마젤란은 계속 서쪽으로 향했다. 태평양에 대한 지식이 없던 시절에 태평양 횡단은 목숨을 건 모험이었다. 탐험대는 갈증, 굶주림, 괴혈병에 시달리며 항해를 지속했다. 1521년 3월 28일 괌 섬에 도착, 이어 108일간의 항해 끝에 마젤란 함대는 1521년 4월에 필리핀에 도착하였다.

## 죽음
마젤란은 필리핀에서 기독교를 전파했다. 마젤란은 처음 세부섬에 상륙하여 이 지역 부족의 추장 주아나 일족과 부족 800여 명을 가톨릭으로 개종시켰다. 그러다가 1521년 4월 27일 마지막 섬인 막탄섬에 갔다가, 스페인 왕의 권위에 복종하지 않는 추장 라푸라푸와의 막탄 전투가 벌어졌다. 무거운 갑옷이 불리했기 때문에 마젤란은 천천히 물러나 배에 돌아간 다음 총과 대포로 응사하라고 명령했다. 그러나 선원들이 말을 잘못 들어 모두다 후퇴해 버렸고 남은 사람은 마젤란 뿐이었다. 원주민 병사들에 둘러싸여 싸우다가 마젤란은 사망했다. 이때가 향년 41세였다.

## 엔리케의 배신
마젤란의 사랑을 받던 노예 엔리케는 마젤란의 죽음이 선원들이 멍청한 탓이라고 생각하여 앙갚음을 하려고 배신했다. 그는 마젤란에게 항복하고 기독교화했던 섬인 세부 섬을 찾아가 그곳 추장을 충동질했다. 얼마 뒤 선원들은 세부 추장에게 식사 초대를 받았다.

## 생존자들의 귀항
남은 선원들은 3척이나 되는 배를 운항할 인원이 되지 못했기 때문에 〈콘셉시온 호〉를 자침시켰다. 이후 남은 〈빅토리아 호〉와 〈트리니다드 호〉는 남쪽 몰루카 제도로 항해하여 정향을 구매하였는데, 정향을 너무 많이 실었기 때문에 〈트리니다드 호〉가 침수되었다. 때문에 수리를 위하여 〈트리니다드 호〉를 몰루카 제도에 남겨두고 〈빅토리아 호〉만 귀향을 시작했다. 이후 포르투갈 세력권이었던 남은 항로 동안에 거의 보급을 받지 못하여 괴혈병과 영양실조로 시달린 끝에 다시 수많은 사상자가 발생했다. 결국 출발 당시 5척의 배와 270명의 선원으로 구성되었던 함대는 〈빅토리아 호〉 1척과 선장 후안 세바스티안 엘카노(Juan Sebastian Elcano)와 피가페타를 포함한 18명, 도중에 승선한 인디오 3명까지 포함하면 21명으로 줄어든 상태로 1522년 9월에 스페인으로 겨우 귀환하였다.
〈빅토리아 호〉에 실려온 정향의 가치는 이 항해에 들어간 비용을 모두 충당하고도 남았다.
스페인 왕실 서기였던 막시밀리안 트랜실바노는 엘카노를 포함한 3명에게서 사정을 청취를 하였으며 이를 기록으로 남겼다. 이 청취보고서는 안토니오 피가페타의 기록보다 짧고 유명세는 떨어지지만 마젤란의 항해에 대해서 공신력을 지닌 최초의 기록이다. 이 기록에서 엘카노 등은 피가페타의 서간보다 분명하게 반란에 대해서도 언급하고 있다. 이후 스페인 왕실은 엘카노에 대하여 최초의 세계일주를 한 인물로 공인하였으며 ‘프리머스 서컴데디스티메’(Primus circumdedistime, 라틴어, 우리 주위를 최초로 돈 사람)이라는 칭호를 내렸다.
18인의 생존자 중 한 명이며 〈빅토리아 호〉의 항해사였던 프란시스코 알보는 항해 일지를 남겼다. 이 기록은 3년간의 항해에 대한 가장 객관적인 기록이다.
피가페타는 항해가 끝난 다음 이탈리아로 돌아갔으며, 교황의 권유를 받아서 자신의 체험담을 기록했다. 이후 이것을 로도스 기사단 단장에게 보낸 서간문의 형태로 발표했는데, 이것이 바로 《마가야네스 최초의 세계일주 항해》(Relazione del Primo Viaggio Intorno Al Mondo)이다. 이 서간의 일부는 다소의 변조를 거치면서 여러 언어로 번역되어서 유럽 전체에 퍼졌는데 특히 프랑스어 본이 유행하였다.
한편 몰루카 해협에 남겨진 〈트리나다드 호〉는 4개월만에 수리가 끝났으나 귀항중에 포르투갈 함대에 포획되는 바람에, 3년의 시간이 다시 흘러서 단 4명만이 스페인으로 살아돌아갈 수 있었다.

## 주요 항해 일지
1519년 :
- 8월 10일 - 세비야에서 5척의 배를 이끌고 산루카 항으로 이동[33]

- 9월 20일 - 산루카 항에서 대서양으로 항해시작

1520년 :
- 3월 31일 - 남미 산훌리아 항에 입항
- 4월 2일 - 선상반란 발생 후 진압
- 5월 22일 - 산티아고호 난파후 침몰
- 10월 25일 - 마젤란 해협에 진입시작
- 11월 8일 - 산안토니오호 무단이탈
- 11월 28일 - 마젤한 해협 통과후 태평양에 도착

1521년 :
- 4월 7일 - 필리핀 세부 섬에 도착
- 4월 27일 - 막탐섬에서 마젤란 사망
- 5월 4일 - 콘셉시온호를 자침시킴
- 12월 18일 - 트리니다드호 고장

1522년 :
- 9월 6일 - 빅토리아호만 스페인 산루카 항에 도착
- 9월 8일 - 빅토리아호가 세비야 항으로 이동[34]

## 의의와 영향

### 최초의 세계일주
이 항해로 마젤란은 지구가 둥글다는 사실을 실질적으로 입증하게 되었다. 그러나 마젤란을 최초로 세계일주에 성공한 사람으로 보아야 하는 점에 대해서는 이견이 존재한다. 만약 그가 과거에 몰루카 제도 방문한 적이 있다면 사망전에 이미 몰루카 제도의 경선을 넘은 것이 되므로 세계일주에 성공했다고 볼 수 있다. 그가 인도 총독 밑에 있을 때에 몰루카 제도를 방문한 적이 있다고 하는 주장이 있기는 하나 이에 대한 기록은 명확치 않다. 또한 출발점으로 돌아가지 못했다는 점에서 세계일주가 이루어지지 못했다고 보는 사람도 있다. 아무튼 마젤란 탐험대가 최초로 세계항해 일주에 성공한 것만큼은 사실이다.

### 사라고사 조약
마젤란 탐험대의 세계 일주 성공으로 스페인과 포르투갈 사이에는 동남아 말루쿠 제도의 귀속을 둘러싸고 영토다툼이 벌어졌다. 마크 제도, 부루섬과 스람섬(세람섬)으로 구성된 말루쿠 제도는 당시에 매우 고가에 거래되었던 정향 등에 향신료 산지였기 때문이었다. 1494년에 체결된 토르데시야스 조약은 대서양을 중심으로 한 경계를 명시한 것이라 지구 반대편인 아시아 지역에 대한 영토 경계선이 필요하게 되었다.
물리적인 충돌도 있었으나 양국은 원만히 해결하고자 했다. 스페인은 외교적 문제와 말루쿠 제도에 파견에 드는 비용과 관리의 어려움 등이 있었다. 당시 스페인은 남미 대륙에 대한 탐험과 정복 그리고 이탈리아와 오스트리아 등에서 벌어진 전쟁으로 많은 군비가 필요하기도 했다. 1525년에 포르투갈 주앙 3세와 스페인 카를로스 1세의 막내 여동생 카타리나와 결혼을 하였고, 1526년에 카를로스 1세는 주앙 3세의 누이 이사벨과 혼인을 하면서 화해 분위기가 조성되었다. 양국은 협상을 통해 1529년 4월 22일에 사라고사 조약을 체결하였다.
사라고사 조약은 말루쿠 제도의 동쪽 297.5 리그를 통과하는 자오선을 두 번째 경계로 했다. 이 위치적으로는 부루섬의 동쪽 1425km, 동경 144도 30 분 거리에 위치해 있다. 이 자오선은 뉴기니섬 중앙부를 통과한다. 포르투갈은 이 조약을 통해 말루쿠 제도에 대한 독점적 지위를 인정받는 대신 스페인에게 35만 듀카트를 배상금으로 지급하였다. 이에 따라 포르투갈의 마카오의 권익이 승인되었다. 스페인은 호주 전역에 대한 우선권을 획득했지만, 포르투갈에 의한 조사를 금지한 흔적은 없다. 필리핀은 경계선의 서쪽에 위치했음에도 훗날 스페인령이 되었다.

### 식민지 수탈
마젤란의 필리핀 방문 이후 수백 년에 걸친 이 지역에 대한 식민지 ‘수탈’과 ‘압제’가 시작되었다고 볼 수 있다. 스페인의 필리핀 식민지화는 마젤란의 탐험을 근거로 하여 1565년에 미겔 로페스 데 레가스피(Miguel Lopez de Legaspi)에 의해 시작되었고, 19세기 말까지 300년 이상 에스파냐의 통치가 지속되었다. 나라이름은 당시 스페인 국왕이었던 펠리페 2세의 이름을 따서 만들었다. 이때 성 아우구스티누스 수도회 소속 수도사 5명이 같이 와서 전도를 시작하였다. 뒤이어 1577년에 프란체스코 수도회와 1578년에 도미니크 수도회 소속 수도사와 사제들이 차례로 필리핀으로 와서 전도를 시작하여 동남아시아에서 유일하게 로마 가톨릭이 국교인 나라가 되었다.

## 같이 보기
- 대항해시대
- 필리핀의 역사
- 포르투갈 제국
- 스페인 제국